# Bergicourt
Bergicourt (picardisch: Bérgicourt) ist eine nordfranzösische Gemeinde mit 143 Einwohnern (Stand 1. Januar 2022) im Département Somme in der Region Hauts-de-France. Die Gemeinde liegt im Arrondissement Amiens, ist Teil der Communauté de communes Somme Sud-Ouest und gehört zum Kanton Poix-de-Picardie.

## Geographie
Bergicourt liegt im Tal des Flusses Évoissons, rund vier Kilometer von Poix-de-Picardie entfernt. Das bebaute Gebiet beschränkt sich auf das rechte Ufer des Flüsschens.

## Einwohner
| 1962 | 1968 | 1975 | 1982 | 1990 | 1999 | 2006 | 2011 |
| ---- | ---- | ---- | ---- | ---- | ---- | ---- | ---- |
| 148  | 125  | 112  | 135  | 135  | 131  | 150  | 159  |